# The Actors
The Actors ist eine britisch-irisch-deutsche Filmkomödie von Conor McPherson aus dem Jahr 2003. In den Hauptrollen sind Michael Caine und Dylan Moran zu sehen.

## Handlung
Die neunjährige Mary schreibt in der Schule einen Aufsatz über ihren Onkel Tom. Als bisher wenig erfolgreicher Schauspieler hofft Tom auf seinen großen Durchbruch, doch selbst sein Vorsprechen für eine Würstchenwerbung geht schief. In Dublin ist er derzeit Nebendarsteller in einer Inszenierung von William Shakespeares Richard III. Die Inszenierung mit Anspielungen an das Dritte Reich ist jedoch so dürftig, dass sie kaum jemand sehen will. Anthony O’Malley, der die Hauptrolle spielt und seine besten Tage als Schauspieler bereits hinter sich hat, hofft auf bessere Rollen, denn er braucht dringend Geld. Um sich für seine Rolle in Richard III. vorzubereiten, hatte O’Malley in einer Hafenbar das Verhalten von Gangstern zu studieren versucht. Dabei traf er auf den Kleinkriminellen Barreller, der ihm erzählte, dass er einer Londoner Gangsterbande 50.000 Pfund schulde, jedoch die Gangster noch nie gesehen habe. Verkleidet als Gangster soll Tom O’Malley dabei helfen, an das Geld heranzukommen. Als Tom nach Hause zurückkehrt und sein Haus abgebrannt ist – er hatte vergessen den Herd auszuschalten –, kommt er bei seiner Schwester Rita und deren Mann Clive unter. Toms altkluge Nichte Mary ist von seinem Schauspieltalent überzeugt und übt mit ihm eine Rolle ein. 
Tom lässt sich schließlich auf O’Malleys Vorschlag ein. Er ruft Barreller an, gibt sich als Gangster namens Clive aus und verabredet mit ihm die Geldübergabe. Mit Brille und Schnurrbart verkleidet, trifft Tom tags darauf auf Barreller, der von seiner Tochter Dolores begleitet wird. Zusammen gehen sie später in eine Karaoke-Bar, wo Dolores Tom dazu überredet, gemeinsam ein Lied zu singen. Dabei vergisst Tom beinahe, dass er noch zu seiner Theatervorstellung muss. Er eilt mit dem Geldkoffer ins Theater und übergibt O’Malley später das Geld. Von Dolores, der er Schauspielunterricht gibt, erfährt O’Malley, dass sich die Gangster bei ihrem Vater gemeldet haben und das Geld verlangen. Auf Marys Vorschlag hin verkleidet sich Tom als Barreller und holt Jock, den Gangster, der das Geld abholen soll, am Flughafen ab. Er beschreibt ihm „Clive“, der das Geld erhalten habe, und schickt ihn anschließend in die Pampa. Mary hat inzwischen einen Plan geschmiedet. Tom, der zunehmend ein schlechtes Gewissen gegenüber Barreller und Dolores hat, soll Clives Tod vortäuschen, um so alle Spuren zu verwischen und ihnen und Barreller weitere Unannehmlichkeiten zu ersparen. 
Nachdem O’Malley Dolores erzählt hat, dass Clive sein Cousin sei und im Schloss auf einer Insel wohne, mieten O’Malley und Tom das Schloss für einen Tag und bereiten Clives vermeintlichen Tod vor. Tom, der sich erneut als Clive verkleidet hat, holt Dolores mit einem Boot am Strand ab und fährt mit ihr zur Insel. Im Schloss kommen sie sich näher und küssen sich. In diesem Moment betätigt O’Malley eine Fernsteuerung, die die mit Kunstblut gefüllten Beutel an Toms Oberkörper zum Platzen bringt und es so aussehen lässt, als sei Tom erschossen worden. Dolores versucht Hilfe zu holen, hat jedoch auf der Insel keinen Handyempfang und fährt daher mit dem Boot ans Festland zurück. Weil sie Clive bei ihrer Rückkehr nicht mehr gefunden hat und glaubt, seine Leiche sei beiseitegeschafft worden, weint sich Dolores in einer Bar bei O’Malley aus. Dort erhält sie einen Anruf von Mary, die sich als Krankenschwester ausgibt und Dolores bittet, Clive im Krankenhaus zu besuchen. Am nächsten Tag trifft Dolores den vermeintlichen Clive im Park des Krankenhauses an. Dolores hat inzwischen jedoch durchschaut, dass man ihr Theater vorspielt, und so schlägt sie wütend auf den eingegipsten Tom ein und verlässt den Park. Jock, der Dolores gefolgt war, will Tom alias Clive zu seinem Boss – einer Frau namens Magnani – bringen. Tom kann ihm jedoch entkommen.
Als Magnani Barreller persönlich treffen will, verkleidet sich O’Malley als Frau und gibt gegenüber Barreller vor, Magnani zu sein und das Geld schließlich doch erhalten zu haben. Der echten Magnani stellt sich O’Malley als Gehilfin von Barreller vor und fährt mit ihr und Jock zu einer Wohnung, wo er das Geld in einem Kamin versteckt hatte und es nun Magnani überreicht. Als seine Perücke Feuer fängt, wirft O’Malley sie ab und gibt auf Magnanis Frage hin zu, dass er Schauspieler sei und Clive von einem seiner Schauspielkollegen gespielt wurde. Dolores hat sich unterdessen ebenfalls als Magnani verkleidet und tut so, als wolle sie Tom umbringen, um ihn dazu zu zwingen, ihr endlich die Wahrheit zu sagen. Als sie sich ihm gegenüber zu erkennen gibt, gesteht er ihr seine Liebe.
Bei der letzten Vorstellung von Richard III. sitzen auch Magnani und Jock im Publikum. Sie wollen anschließend Tom seine Spielchen gewaltsam heimzahlen. Weil auch Dolores im Publikum sitzt, ist Tom während der Vorstellung vor Aufregung so schlecht, dass sich Magnani nicht vorstellen kann, dass er es war, der alle an der Nase herumgeführt hat. So ist es schließlich O’Malley, den sich Jock zur Brust nimmt. Zwei Wochen später erhält O’Malley – in Gips und im Rollstuhl – für seine Darbietung in Richard III. einen Preis als bester Darsteller. Während seiner Dankesrede ruft Barreller die anwesenden Gäste in einen Vorraum, wo er ihnen stolz seine Tochter im Fernsehen zeigt – Dolores spielt in der Würstchenwerbung mit. Diese hat sich unterdessen mit Tom versöhnt, worauf Mary ihren Schulaufsatz beendet.

## Hintergrund

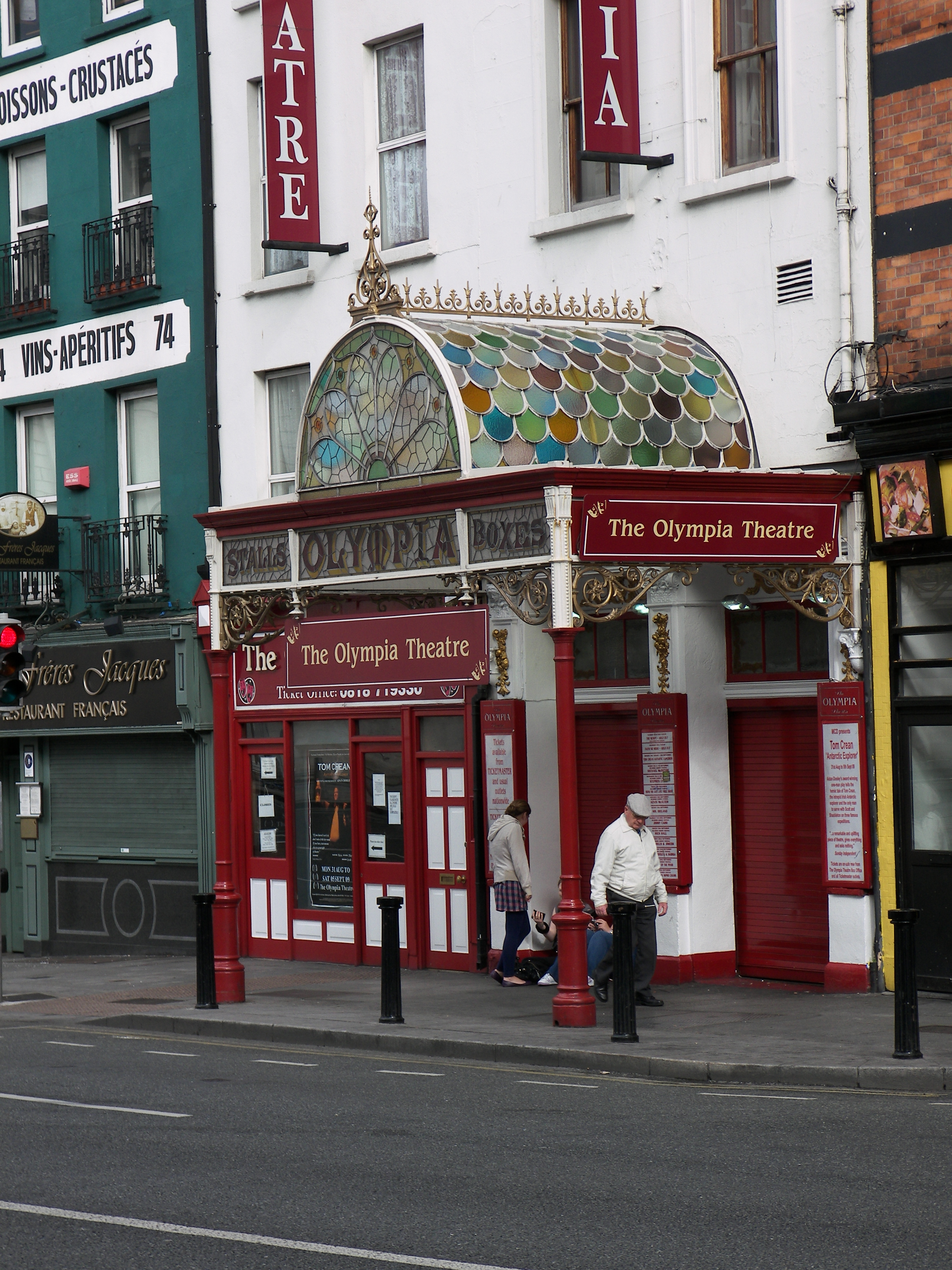
Das Olympia Theatre in Dublin, ein Drehort des Films

Die Dreharbeiten fanden in Irland statt. Als Drehorte dienten unter anderem der Talbot Place und das Olympia Theatre in Dublin sowie Humewood Castle in Kiltegan, County Wicklow.
Der Film wurde am 17. April 2003 in Irland uraufgeführt. Am 15. Mai 2003 lief er außerhalb des Wettbewerbs bei den Internationalen Filmfestspielen von Cannes. Am 16. Mai 2003 startete der Film in den britischen Kinos. Obwohl The Actors von der deutschen Senator Film Produktion koproduziert wurde, ist der Film in Deutschland bisher nicht veröffentlicht worden. 

## Kritiken
Das britische Filmmagazin Empire befand, dass The Actors „Potenzial gehabt“ habe, „zum Brüllen komisch zu sein“. Doch der Film entlocke „einem letztlich nur ein müdes Lächeln“. Peter Bradshaw meinte im Guardian: „Nicht einmal die spielfreudige Vorstellung Michael Caines vermag diese beschämend schlechte Komödie zu retten.“
Die Movie Gazette beschreibt den Film wiederum als eine „überdurchschnittliche Brit-Komödie mit einer erstklassigen, jedoch unterforderten Besetzung“.

## Auszeichnungen
Bei der Verleihung der Irish Film and Television Awards im Jahr 2003 war The Actors für den Zuschauerpreis als bester irischer Film nominiert. Für den IFTA Award, den eigentlichen Preis der Verleihung, war der Film ebenfalls als bester irischer Film sowie in den Kategorien Bester Schnitt und Bestes Drehbuch nominiert.